# ピクロトキシン
ピクロトキシン（英:picrotoxin）はセスキテルペンに属する痙攣薬のひとつ。1812年にインドから東南アジアに自生するツヅラフジ科の樹木アナミルタ（Anamirta cocculus）から発見され、ギリシャ語の「苦い毒」から命名された。コックリン（cocculin）とも言う。
厳密にはピクロトキシニン（Picrotoxinin、C15H16O6）とピクロチン（Picrotin、C15H18O7）の2つの化合物の混合物である。両者の構造はコリアミルチンに類似している（コリアミルチンも同様に痙攣を引き起こす）。
抑制性の神経伝達物質であるγ-アミノ酪酸（GABA）の受容体であるGABAA受容体を遮断することにより興奮性神経を抑制支配から解き放ち、興奮性神経からの指令を異常に増強する。ピクロトキシンを大量に投与すると間代性痙攣を引き起こし、長時間作用させると脊髄にも作用し強直性痙攣を引き起こす。臨床的には用いられない。